# 乳母車

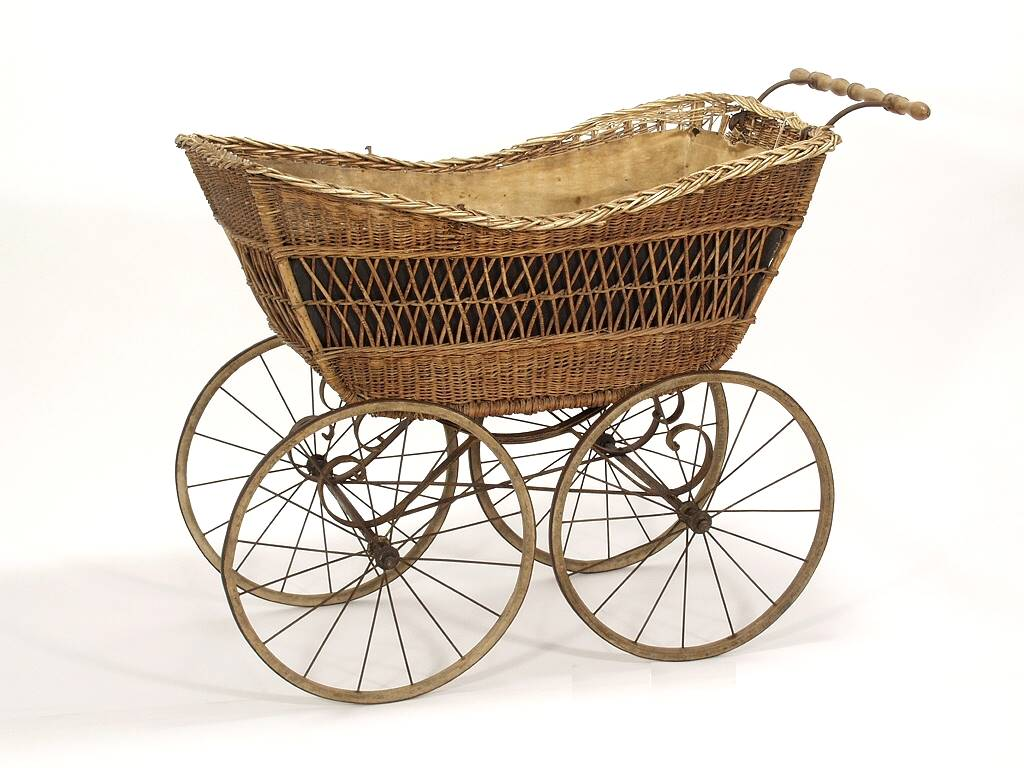
古典的な乳母車（1910年製）

乳母車（うばぐるま）は、乳幼児を乗せて運ぶ手押し車である。ベビーカーやバギーともいう。

## 歴史
ヨーロッパでは中世13世紀ごろから子供を手押し車に載せて運ぶことが行われていた。
専用のものとしては、古くはイギリスの著名な造園家ウィリアム・ケントが1733年、第3代デヴォンシャー公の求めに応じ製作したものが知られているが、これは犬や子馬に牽かせる荷車のようなもので豪華な装飾が施されていた。1830年代にはアメリカの玩具製作者ベンジャミン・ポッター・クランドールが販売していたことが知られており、その息子ジェス・アーマー・クランドールは様々な改良を加えて数多くの特許を取得している。日本最初の乳母車は、1867年に福沢諭吉がアメリカから持ち帰った乳母車とされている。
初期の乳母車は木製ないし枝編みで、時として芸術的なまでの装飾が施されており、王侯に因んだ名を付けられるような重量感ある高価なものだった。しかし1920年代になると一般家庭でも使われるようになり、軽量化も図られるようになった。
1965年、航空技師オーウェン・マクラーレンが、娘がイギリスからアメリカへ旅行した際に乳母車が重いことに不満を言ったため、アルミ製の折りたたみ式乳母車を開発した。これを製品化したマクラーレンは、現在世界的な人気ブランドとなっている。

## 種別
現在普及している乳母車には、大別して箱形で寝かせるものと椅子形で座らせるものと2種類があり、英語圏では異なる名前で呼び分けている。日本では名前の区別はないが、SGマーク認定基準のA形・B形はおおよそこれに対応している。もっとも、組み換えることで両用できる製品などもあり、絶対的な区別ではない。
箱形
主に乳児を押し手と対面するように寝かせるもので、日本では「A形」に区分される。pram（元々は perambulator）は古典的な大型のもの、carrycot は軽くて付け外しできるもの。
椅子形
主に3〜4歳までの幼児を前向きに座らせるもので、日本では「B形」に区分される。pushchair は古典的な呼び名だが、マクラーレンのヒットにより、軽い折りたたみ式のものはbuggyと呼ばれるようになった。アメリカ合衆国で buggy と言った場合には stroller よりも大型で、組み換えることで寝かせたり座らせたりできるものを指す。

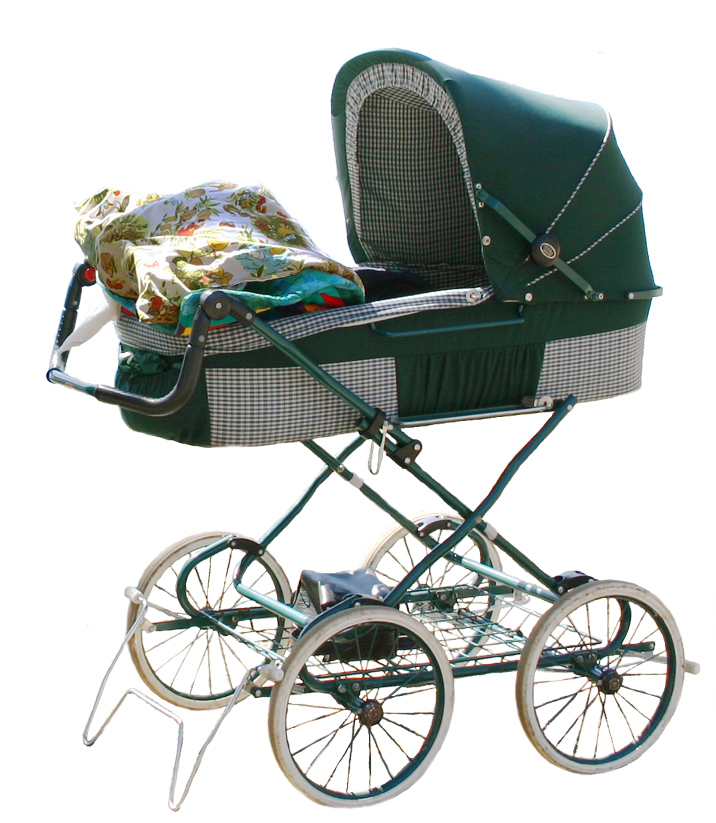
箱形の乳母車
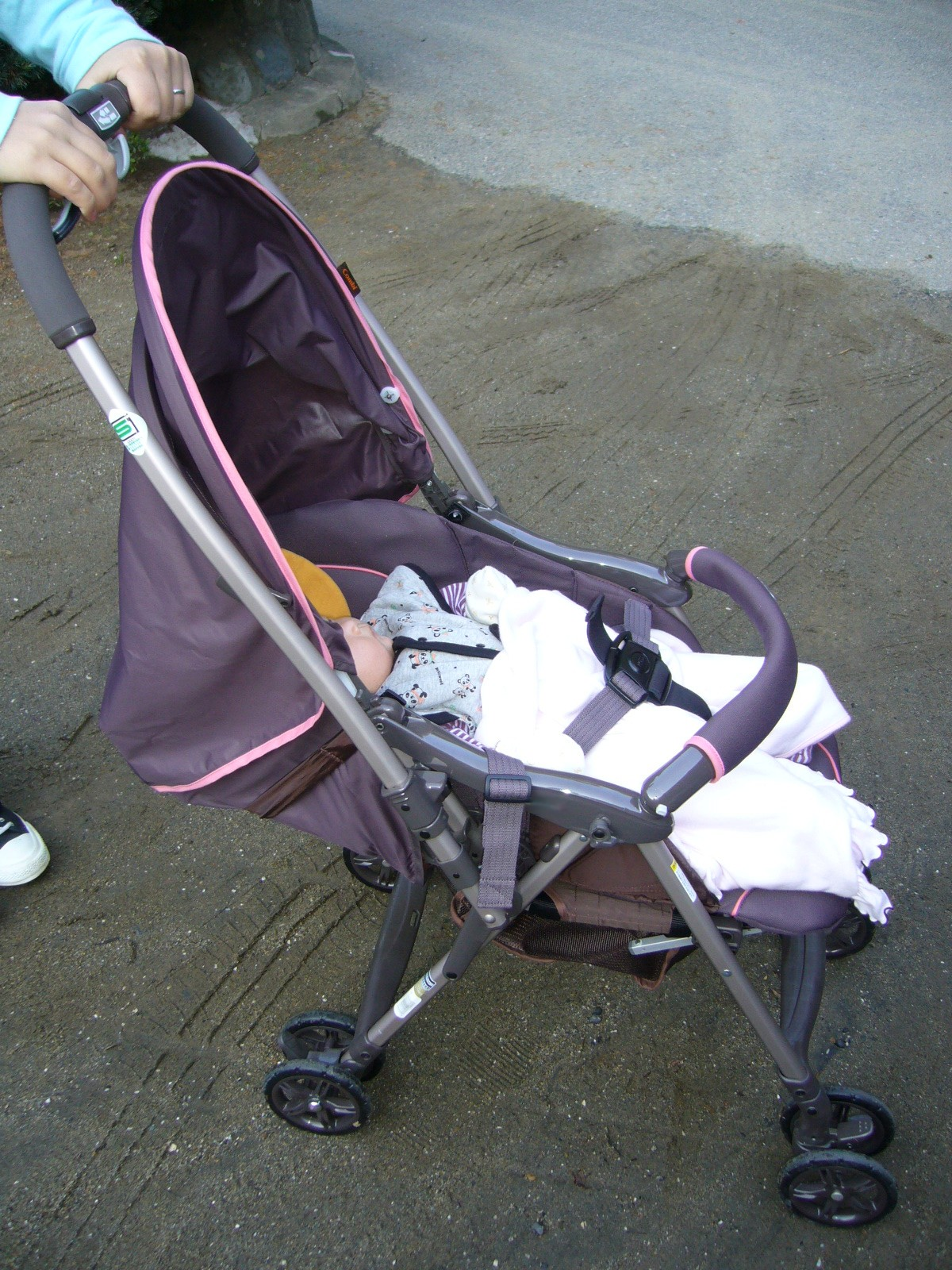
椅子型の乳母車
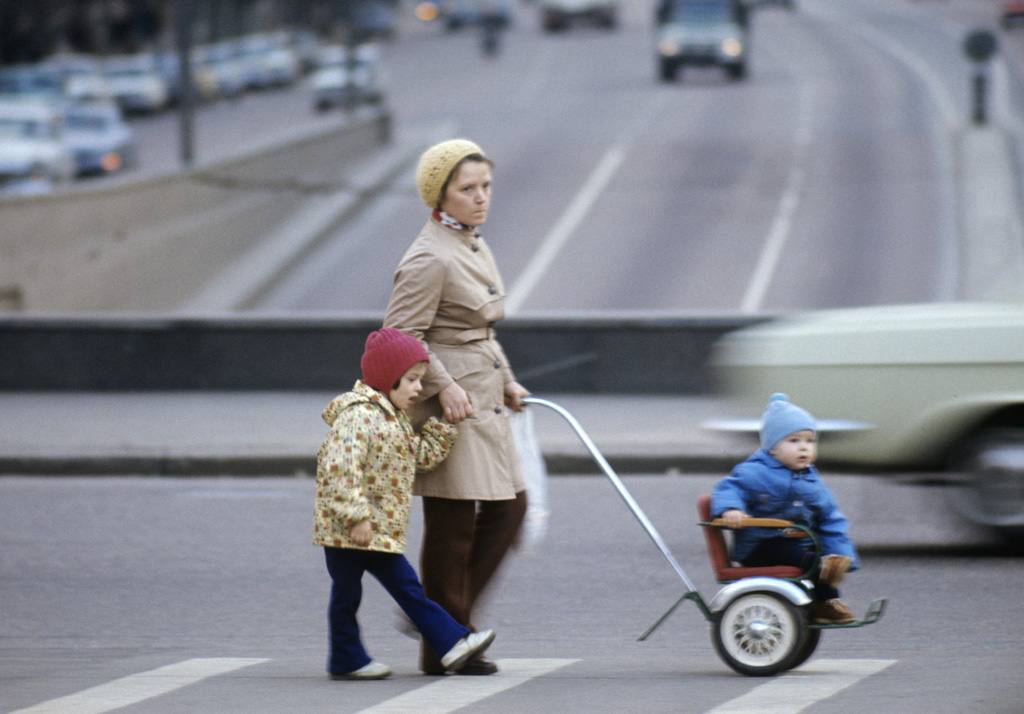
二輪タイプ
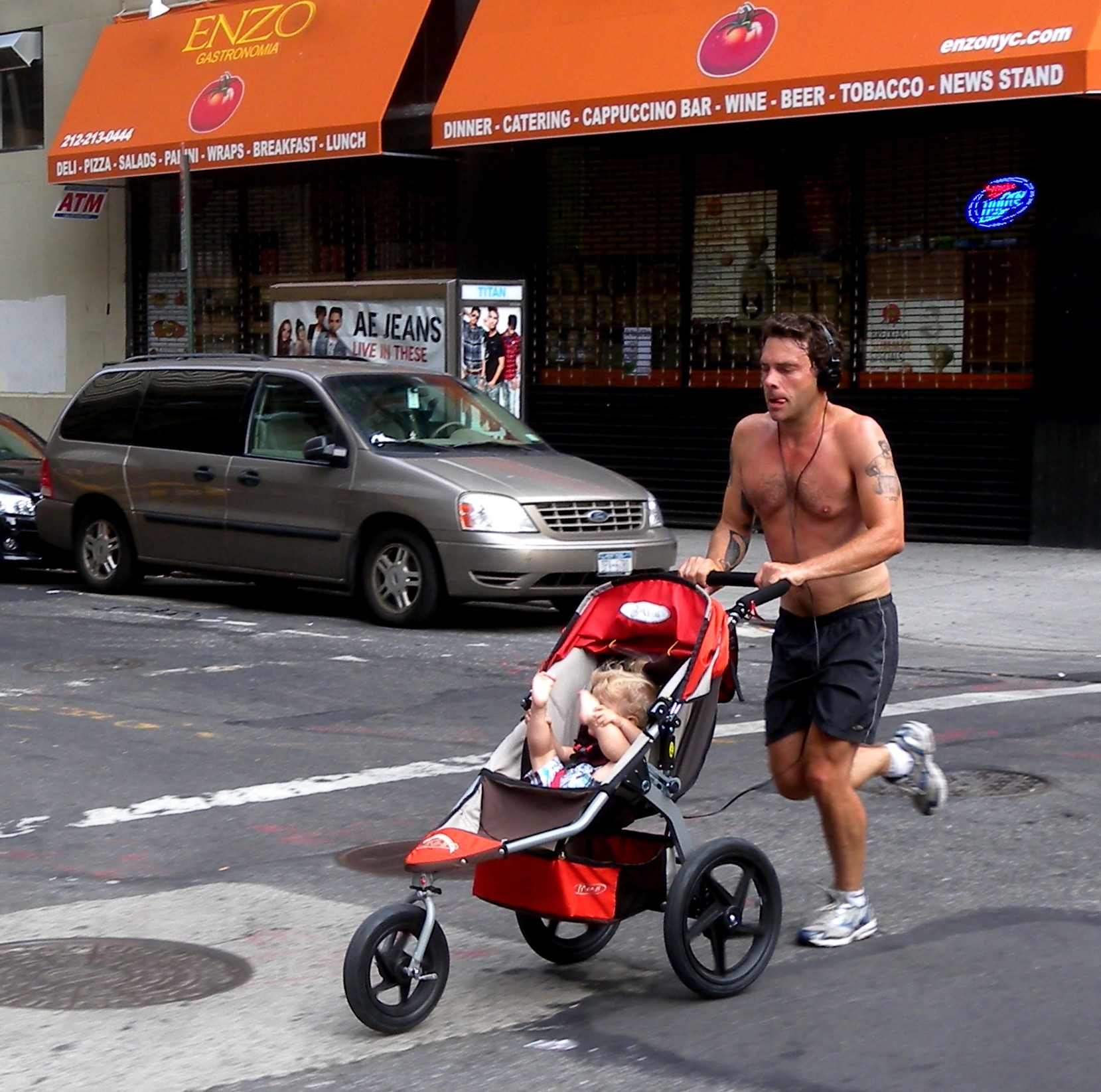
三輪タイプ
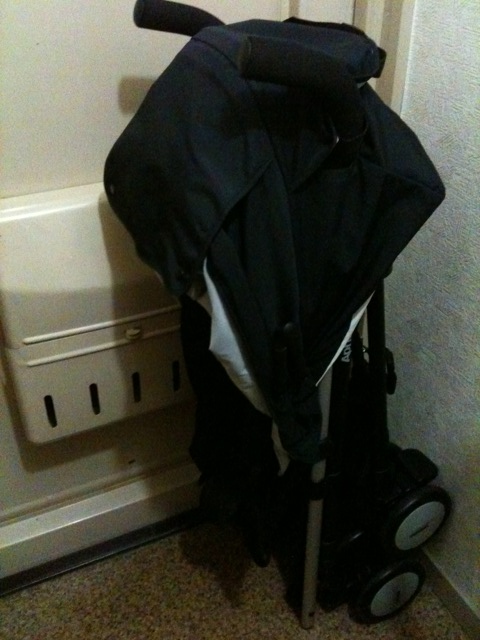
座面が布地の折畳式

## 日本の状況
日本では近年、ベビーカーと呼称されるケースが増えている（それに倣って以下、本節ではベビーカーと呼称）。また日本の市場規模は、売上げベースで約130億円、台数ベースで約70万台（2006年）との推定があるが、規模は年々縮小しており、2007年は2001年比で20%以上の減少となっているという。アップリカ・チルドレンズプロダクツとコンビによる寡占市場であったが、2002年に発売されたマクラーレン製品がヒットしたことを機に、ほかの外国製製品も輸入され始めた状況にある。
近年、軽量で丈夫な材質で製造されており大人一人でも持ち運びが出来る上に、収納時に場所を取らず折りたたみ可能な商品も多く出回っている。公共交通機関では基本的に折りたたまずに乳児を乗せたままの乗車が可能とされており、国土交通省がベビーカーの安全な使用方法や利用者のマナー向上を推進している。多くのベビーカー利用者が混雑時を避ける、優先席付近や車端部に乗車するなどしており一般にマナーは良好であるとされる一方、一部の非常識なベビーカー利用者による迷惑行為やそれによる他の乗客とのトラブルがクローズアップされて社会問題化しており（先述の国交省による呼びかけや、2014年の「ベビーカーマーク」制定も論争を受けての動きである）、列車内でのベビーカー利用は国交省や各鉄道事業者による一応のお墨付きこそあるものの、個々の状況に応じて良識的な判断が求められるとの指摘もある。
また、2015年にはベビーカーの自動ブレーキが発明された。

## 乳母車と類似する車

### 大型乳母車、お散歩カー
一般に乳幼児関連施設（託児所、保育園、幼稚園）や高齢者、障害児施設で、乳幼児や障害児、高齢者などを箱型の車に乗せて輸送する車である。
多くの場合、箱型であり重量を支えるため4輪または6輪などであり、一般的な乳母車とは構造が異なる。手押し車や一般的ベビーカーのような構造でなく、点対称であり、360度回転するなど。構造的には台車に近似してくる。乳幼児などは4 - 6人以上の多人数を乗車させる事ができる（後述「法令」参照）。また、通常のベビーカーと異なりサイズや構造上、電車やバスへの搭載、駅構内への立ち入りを考慮しておらず、車椅子・障害者用などのバリアフリー施工の寸法に適合しないものがある。
一部には一般的ベビーカーを大きくして乗車部分を箱状にした物もあり、これは後述「法令」の関係上、「大型の」ベビーカーとして必須的に歩行者扱いとなるよう対策したものである（法改正により対策は不要となった）。この場合、構造や強度上、乗車人数はせいぜい乳幼児4 - 6人程度までとなる。
いずれも、座席の場合と立席の場合がある。

### 避難車
前述の大型乳母車、お散歩カーなどの箱形の車に似たものとして避難車がある。
避難車は、日本では、前述の大型乳母車、お散歩カー等であって、次の要件を備えたものとされている。
- 箱形で座席がないこと
- ノーパンクタイヤと防炎シートを使用していること
- 多人数を乗せることができること
- 折りたたみタイプではないこと

避難車も運用方法によっては大型乳母車、お散歩カーなどと兼用する事ができる。

## 法令

### 経緯
日本では、道路交通法上、一般的な歩行補助車、ショッピングカートやベビーカーなどは従来から歩行者扱いとなっているが、大型乳母車、お散歩カーや避難車は、その本来の目的とは無関係に、構造的に台車に該当する可能性があるため軽車両となり、歩道を通行できず路側帯または車道を通行するべき規定となっていた。さらに、大型のものは相当の重量があり保育士一、二名で運搬する事に困難が伴うため電動化が期待されていたが、電動化すると原動機付自転車などに該当する規定となっていた。そのため、登場と共に議論が起き、また政府の規制緩和部会での検討がなされた（外部リンク参照）。

### 法改正
道路交通法の一部を改正する法律（令和元年法律第20号）改正施行により、正式に大型乳母車、お散歩カーや避難車などが「歩行補助車等」として、歩行者扱いとして歩道を通行することとなった。
従来から、原動機付きのものも、一定の基準を満たす電動のものは同じく「歩行補助車等」として、歩行者扱いとなる。（なお、法改正後は、高さ制限が109cmから120cmに緩和された）。電動のものの要件については「歩行補助車#電動のもの」を参照のこと。